# Вівтар Сан-Дзаккарія
Вівтар Сан-Дзаккарія (вен. Pala di San Zaccaria), інша назва «Свята співбесіда» — вівтар з церкви Сан-Дзаккарія у Венеції, створений італійським живописцем Джованні Белліні (бл.1430—1516), майстром венеційської школи.
За припущеннями дослідників, вівтарний образ належить до пізніх творів художника і створений у той же період, що й уславлена картина Джорджоне Мадонна ді Кастельфранко, тобто на початку XVI ст.
Картина зберігається на первісному місці у церкві Сан-Дзаккарія в Венеції. Серед творів Джованні Белліні є безумовним шедевром. Картина стала етапним твором для венеційського живопису. Її композиція та образи надихнули на створення декількох картин учнів і послідовників Джованні Белліні, серед яких ранні твори Тіціана й Джорджоне.
Саме цей вівтарний образ описав Нобелівський лауреат з літератури, поет Йосип Бродський у своєму есе «Набережна Невиліковних». Названа церква розташована неподалік від колишнього середньовічного району, де стояв шпиталь для невиліковних хворих у Венеції. За назвою шпиталю назвали й набережну. Пізніше, аби забути трагічні сторінки історії міста, набережну перейменували. Нині вона має назву Фондамента Дзаттере (вен. Fondamenta Zattere), це південна частина острова Дорсодуро. Район відомий через один з найкрасивіших храмів Венеції — собор Санта-Марія-делла-Салуте, побудований на знак позбавлення Венеції від чуми. Набережна Невиліковних пов'язана в есе Бродського з невиліковною тугою за батьківщиною, яку той залишив не за власним бажанням.